# Mureybet
Mureybet (en arabe : al-muraybaṭ, المريبط) est un site archéologique situé sur la rive gauche de l'Euphrate, en Syrie. Il couvre, sur quatre niveaux d'occupation, une période allant du Natoufien (vers 10500 av. J.-C.) au Néolithique précéramique B (vers 8000 av. J.-C.).

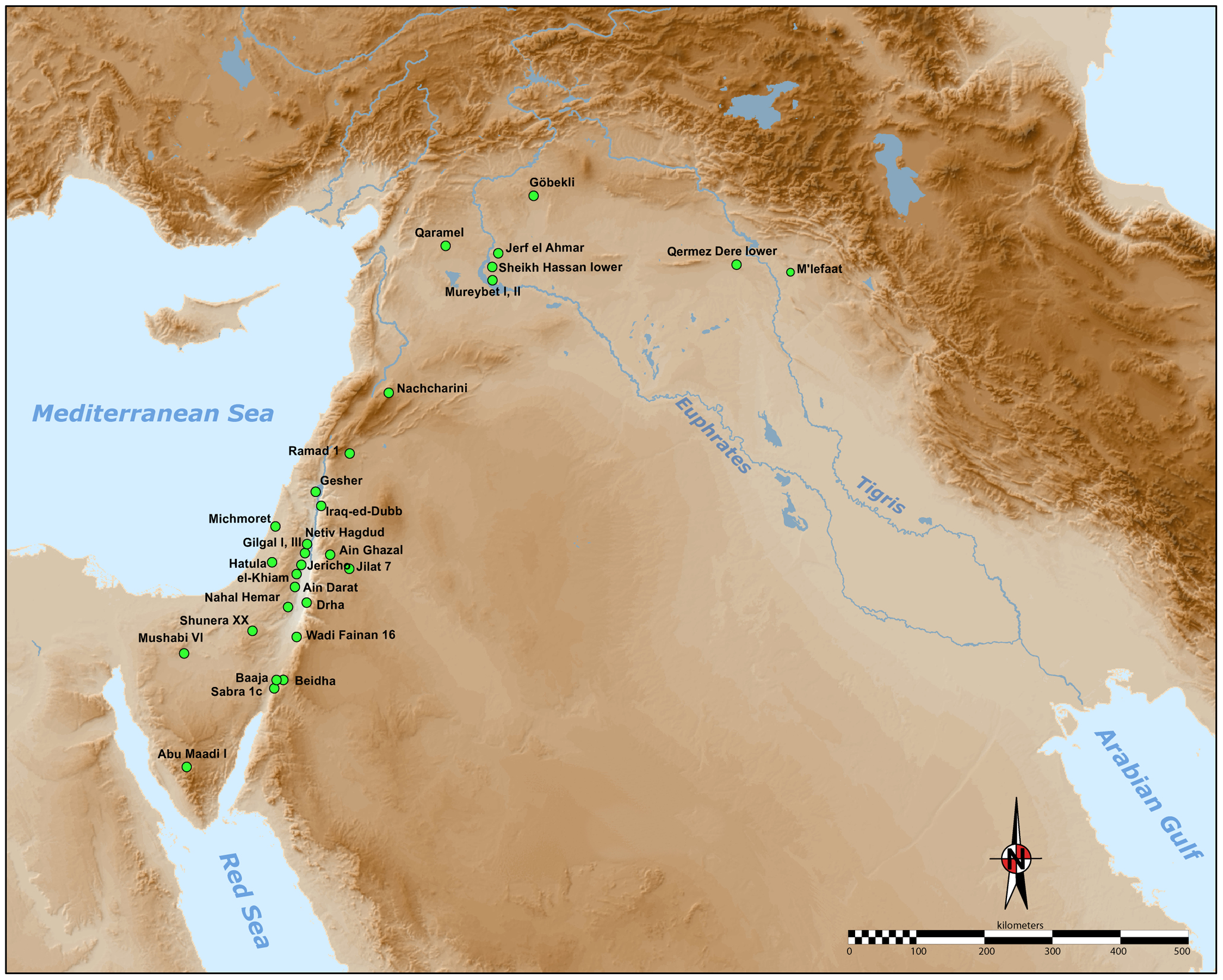
Carte des sites khiamiens au Proche-Orient

## Fouilles
Le site a fait l'objet de fouilles de sauvetage avant la mise en eau du lac el-Assad formé par le barrage de Tabqa, conduites par une équipe française dirigée par Jacques Cauvin, entre 1971 et 1974.

## Phases d'occupation
Quatre périodes d'occupation de Mureybet ont été mises en évidence.
La phase IA correspond à la période du Natoufien récent, vers la fin du XIe millénaire av. J.-C. (vers 10200 - 9700 av. J.-C.), contemporaine du développement du site voisin de Tell Abu Hureyra. Le Natoufien est l’époque des premiers villages sédentaires. Il a été identifié par l’industrie lithique caractéristique de cette période, qui n’a toutefois été reconnue que sur une petite zone de fouilles. Des foyers et foyers en fosse y ont été identifiés, mais aucun habitat n'a été repéré. Les habitants chassaient surtout la gazelle et l’onagre, pratiquaient aussi la pêche. Le blé et l'orge sauvages étaient cueillis, ainsi que des renouées (Polygonum sp.) mais peu de matériel de cueillette a été identifié.
La phase IB correspond au début du Khiamien, première phase du Néolithique précéramique A, sans hiatus avec la période précédente. Elle a livré des traces d’architecture : une maison ronde semi-enterrée de 6 mètres de diamètre, construite avec des murs en terre consolidés par des pierres. Les niveaux IIA et IIB sont également attribués au Khiamien (vers 9700 - 9300 av. J.-C.). Ils comprennent également des petites maisons rondes ou semi-circulaires en pisé, d'environ 3-4 mètres de diamètre, et des fosses-foyers. L'industrie lithique comprend des grattoirs, herminettes, meules, molettes, et des pointes d'el Khiam. La faune et la flore exploitées sont les mêmes que durant la période précédente, mais la proportion de la gazelle croît considérablement, jusqu'à constituer 70 % de la faune identifiée. 
Les phases IIIA et IIIB (vers 9300 - 8600 av. J.-C.) correspondent à une seconde partie du Néolithique précéramique A, une culture désignée comme le « Mureybétien » d'après ce site, qui s'étend sur la région du Moyen Euphrate (sites de Tell Abu Hureyra, Jerf el Ahmar, Dja'de, Tell Abr 3). L'espace occupé augmente, les maisons sont construites à proximité voire accolées les unes aux autres. L'espace intérieur commence désormais à être divisé entre plusieurs pièces, par des murets, des piliers, des banquettes. Des piliers en bois supportent un toit. Vers la fin de la période les maisons rondes ou ovales laissent progressivement la place à des constructions rectangulaires, ce qui est un des changements majeurs du Mureybétien. Elles sont divisées en petites unités, comprenant sans doute des espaces de stockage. L'industrie lithique, surtout à débitage laminaire, comprend des faucilles, meules, molettes, pilons, etc., de la vaisselle en pierre a été retrouvée. La place des céréales et légumineuses augmente dans l'alimentation. Il est possible que les premières expériences de culture de ces plantes aient alors lieu, mais les variétés sont encore morphologiquement sauvages. Les équidés et les aurochs sont désormais plus chassés que les gazelles. Du point de vue des pratiques funéraires, certaines inhumations se font sous les maisons, avec des inhumations secondaires de crânes détachés du corps et d'ossements. Diverses figurines et statuettes ont également été retrouvées dans ces niveaux.
Les phases IVA et IVB (vers 8600 - 8000 av. J.-C.) correspondent au Néolithique précéramique B ancien et moyen. La première n'a pas livré d'architecture, mais du matériel lithique, des restes de faune et de flore en gros identiques à la période antérieure, les bovins sont peut-être domestiqués. La seconde comprend une architecture rectangulaire partiellement dégagée, avec apparemment la présence de moutons et chèvres domestiquées. Le site est abandonné vers la fin du IXe millénaire av. J.-C.